# Renée Florence Vilain

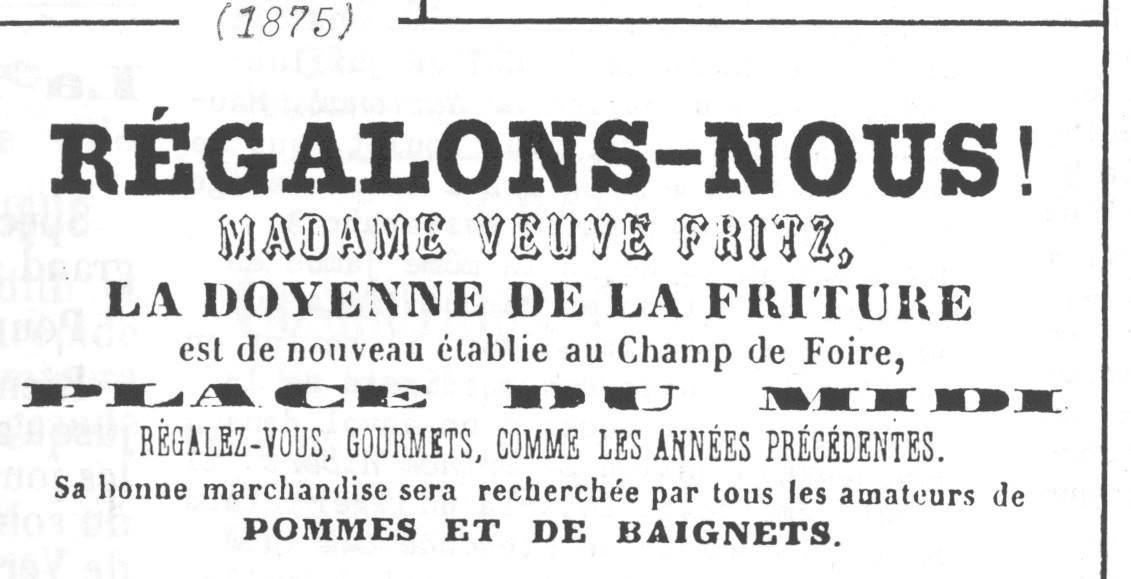
Reclame voor de frituur van weduwe Madame Fritz op de Place du Midi in Brussel. Ze wordt beschreven als 'La doyenne de la friture (De grootmoeder van de frituur)

Renée Florence Vilain, beter bekend als Madame Fritz  (Paturages, 9 mei 1816 - Luik, 27 november 1889) was een Belgische friturist die in de 19e eeuw samen met haar man Jean Frédéric Krieger meerdere frietkoten onder het merk Fritz uitbaatte. Zij staat bekend om de Belgische frietkotcultuur te hebben gestart.

## Biografie

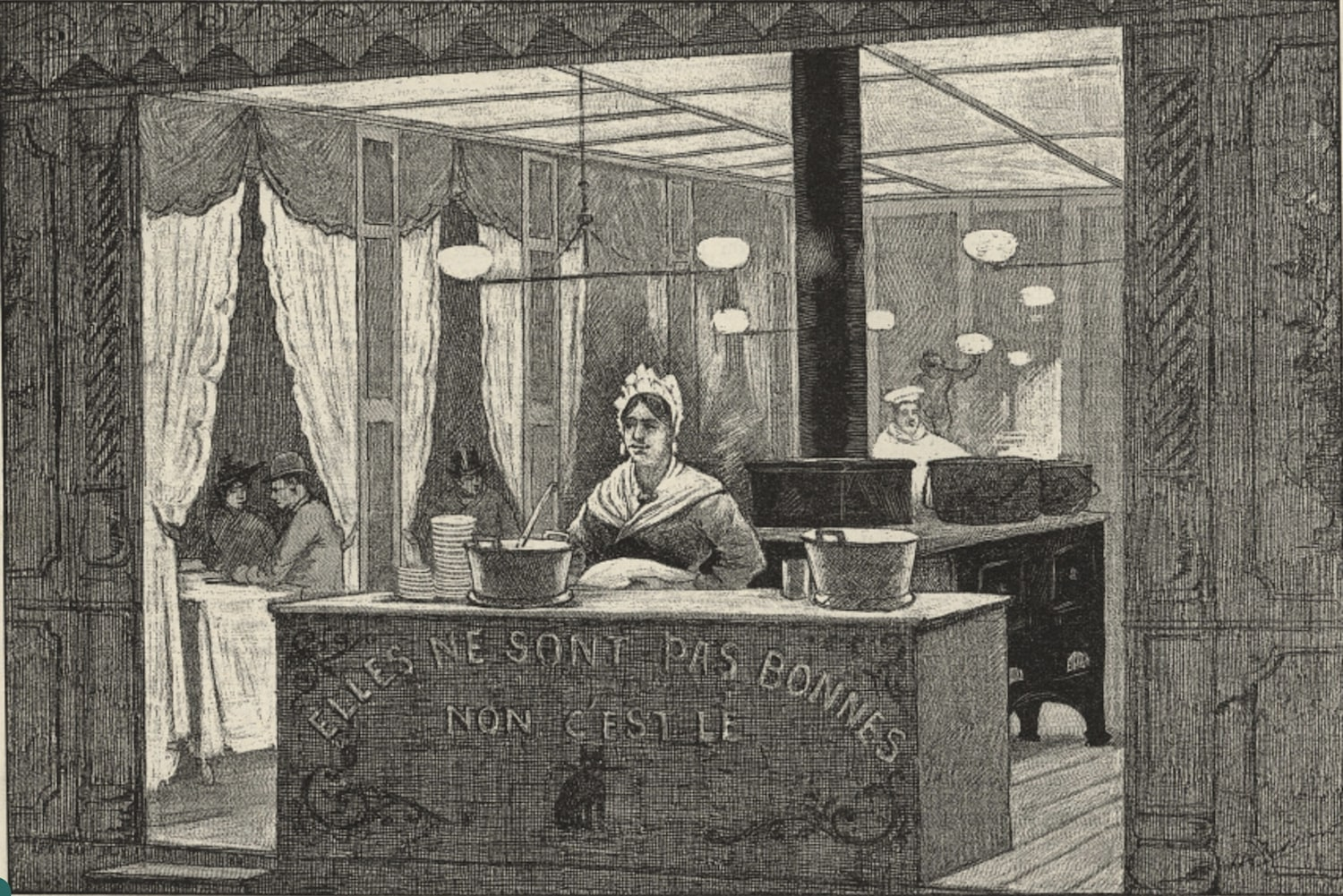
Een prent van Madame Fritz in haar frietkot op de kermis van Luik (verschenen in Le Globe Illustré, op 17 november 1889) toonde Madame Fritz 50 jaar jonger aan om haar jubileum te vieren.

Renée Florence Vilain is afkomstig uit Paturages en was aanvankelijk een muzikante. Ze leerde frieten bakken door haar man Jean Frédéric Krieger die een rondreizende kermiskramer was. Ze trouwden in 1844, vestigden zich in Brussel en openden hun eerste frituur 'Fritz à l’instar de Paris'. De naam Fritz werd gekozen door een woordspeling van Frites en Friedrich en zou ook haar bijnaam worden. De frituren van Fritz, die  vanaf de jaren 1850 een vaste aanwezigheid waren op de kermis, reisden het hele land af. De frituur van Fritz kende een groot succes en breidde fors uit, zo werd een netwerk van frituren aangemaakt. In de jaren 1860 had de familie Fritz een vast pand in Gent in de Veldstraat. Na de dood van haar man in 1862, werd de zaak door Madame Fritz overgenomen en trouwde ze met een concurrent. Desalniettemin was ze niet meer de enige die het product verkocht. In 1861 waren er al 17 frituren op de Luikse kermis, vergeleken met 3 frituren in 1856.
Dus besloot ze te reizen, haar kraampjes mee te nemen naar andere kermissen in andere landen, en frietjes verder populair te maken. Zo kondigde Madame Fritz in 1868 in de Bredasche Courant aan, dat zij op de Bredase kermis friet zal verkopen. Voor zover bekend introduceerde zij daarmee de gefrituurde aardappelreepjes in Nederland.
Madame Fritz was gekend voor haar vrijgevigheid jegens de kansarme kinderen die ze aan de kermis trakteerde met porties gebakken aardappelen, donuts, wafels en bier.
In september 1889 werd ze gevierd voor haar vijftigjarig beroep. Twee maanden later zou ze, midden op de Luikse markt, op 73-jarige leeftijd sterven. De zaak werd verder aan haar familie doorgegeven en werd enkele decennia later tearoom Fritz, waar Jean Daskalidès opgroeide.